# ألبرت سبنسر ويلكوكس
ألبرت سبنسر ويلكوكس (بالإنجليزية: Albert Spencer Wilcox)‏ هو سياسي أمريكي، ولد في 15 أغسطس 1839 في هيلو في الولايات المتحدة، وتوفي في 7 يوليو 1919 في الولايات المتحدة.